# Noorzai
Die Noorzai / Nurzai (نورزی) gehören zu einem der bedeutendsten Stämme der Paschtunen. Als Nachkommenschaft der Durrani bewohnt der Stamm Noorzai seit dem 15. Jahrhundert das heutige Afghanistan und ist verknüpft mit der Linie des Monarchen Ahmad Schah Durrani. Der  Noorzai-Clan ist weltweit verbreitet, seine Wurzeln liegen im Süden Afghanistans. Der Name Noorzai lässt sich übersetzen mit von Licht oder die Erleuchteten.
Die Anzahl der Noorzais kann nicht festgestellt werden, da sich ein Großteil im Ausland befindet. Die Vereinigten Staaten, Pakistan, sowie Kanada und Deutschland stellen bevorzugte Auswanderungsgebiete dar. Die Gesamtpopulation wird weltweit auf über 1,5 Millionen geschätzt.
Die Familie wird als wohlhabend und prominent in der Afghanischen Gesellschaft angesehen. Der Einflussbereich des Noorzai-Stammes äußert sich in ihrer mächtigen Stellung im Afghanischen Parlament. Einer der vielen hoch angesehenen Personen des Noorzai-Stammes ist zum Beispiel Haji Wakil Abdul Samad Khan. Der Einflussbereich äußert sich auch in ihrer engagierten Haltung in der Afghanischen Menschenrechtskommission.